# Risks
Risks ist eine monatlich erscheinende, begutachtete wissenschaftliche Fachzeitschrift mit thematischem Schwerpunkt quantitatives Risikomanagement unter Berücksichtigung von entsprechenden Methoden der Versicherungs- und Finanzmathematik, die seit 2013 von MDPI nach dem Open-Access-Modell herausgegeben wird. Ursprünglich quartärlich erschienen, wurde Anfang 2021 auf eine monatliche Erscheinungsweise umgestellt. Gründungsherausgeber ist Mogens Steffensen (Universität Kopenhagen), die dreiköpfige Chefredaktion wird durch Corina Constantinescu (University of Liverpool) und Montserrat Guillén (Universität Barcelona) ergänzt.